# 萬年甫
萬年 甫（まんねん はじめ、1923年5月23日 - 2011年12月27日）は、日本の神経解剖学者。東京医科歯科大学医学部名誉教授。脳解剖学専攻。

## 生涯
千葉県出身。旧制府立高等学校を経て、1947年東京帝国大学医学部を卒業。1956年「脂質含有色素粒子の分布より見たる人脳の細胞構築に就いて」で東京大学医学博士。東大助教授をへて1963年に東京医科歯科大学教授となり、1989年に定年退官。
中枢神経系の神経細胞を研究。1983年藤原賞を受賞。1988年「猫脳ゴルジ染色図譜」(英文)を刊行した。
弟の萬年徹（1930年-　）は東大医学部名誉教授。弟子に岩田誠がいる。

## 著書
- 『A dendro‐cyto‐myeloarchitectonic atlas of the cat’s brain　猫脳ゴルジ染色図譜』（in collaboration with Toru Mannen, Naoko Mannen, Norio Ishizuka）岩波書店 1988（外装サイズ76×65×15 cmで図版177枚/解説書138頁の大型本。ゴルジ染色・ニッスル染色・ワイゲルト染色像の精緻な図譜。世界各地の脳研究所へ寄贈された）
- 『脳の探求者ラモニ・カハール スペインの輝ける星』中公新書 1991
- 『動物の脳採集記 キリンの首をかつぐ話』中公新書 1997
- 『脳を固める・切る・染める 先人の智恵』メディカルレビュー社 2011
- 『頭のなかをのぞく 神経解剖学入門』岩田誠編 中山書店 2013
- 『滞欧日記 1955～1957』中山書店 2016（巻末には弟子の岩田誠（東京女子医大名誉教授・神経内科）による小伝や、同時期に留学していた仏文学者の二宮フサ、鈴木道彦らのエッセイを収めている）

### 共編著
- 『神経生物学』黒川正則,塚田裕三共編 共立出版 生物科学シリーズ 1967
- 『現代の神経科学 2 神経系の発生・分化と可塑性』南雲仁一共編 産業図書 1976
- 『新内科学大系 8 A 神経疾患 1a』共著 中山書店 1976
- 『神経グリア その全体像への接近』辻山義光編集 共著 医学書院 1977
- 『実習解剖学』山田致知共著 南江堂 1985
- 『脳解剖学』原一之共著 南江堂 1994

### 翻訳
- ジャック・ニコル『科学者パストゥール』万年徹共訳 みすず書房 1964
- 『神経学の源流 第1 (ババンスキーとともに)』訳編 東京大学出版会 1968
- 『神経学の源流 第2 (ラモニ・カハールとともに)』訳編 東京大学出版会 1969
- 『ゲオルク・ビューヒナー全集 全1巻』「ビューヒナーの手紙,ビューヒナーへの手紙.自然科学論文」(大久保良一共訳)河出書房新社 1970
- 『レオナルド・ダ・ヴィンチの解剖図 ウィンザー城王室図書館蔵手稿より』ケネス・キール,カルロ・ペドレッティ編 清水純一共訳 岩波書店 1982
- 『神経学の源流 3 ブロカ』岩田誠共編訳　東京大学出版会 1992

## 論文
- Cinii